# Pentecostais do Nome de Jesus
Pentecostais do Nome de Jesus, Pentecostais apostólicos ou mais comumente Pentecostais Unicistas (em inglês:  Oneness Pentecostals) são cristãos unicistas que aceitam a doutrina da Unicidade absoluta de Deus, rejeitando a doutrina da Trindade, que diz respeito à pluralidade de pessoas em uma única Essência Divina (O Pai, O Filho (ou Logos) e o Espírito Santo), pois, em suas teses, Deus é apenas um único ser que se manifestou em três maneiras (ou ministérios) diferentes para se revelar ao homem (como o Pai, como o Filho e como o Espírito Santo). Diferentemente da vasta maioria das igrejas cristãs, consideram Jesus Cristo, o Filho, como sendo tanto o Pai quanto o Espírito Santo (veja modalismo).
O movimento surgiu em 1913 na Califórnia entre os pentecostais, advogando o batismo em nome de Jesus Cristo somente. Organizaram-se em várias denominações, as mais populares são: Igreja Pentecostal Unida do Brasil, Igreja Pentecostal Apostólica do Brasil, Ministério Voz da Verdade, Igreja Evangélica Cristã Tabernáculo da Fé - Ministério Fé Para Vencer, Igreja O Tabernáculo - Ministério Fé Perfeita, Igreja de Deus no Brasil, Igreja de Deus do Sétimo Dia, Igreja Adventista do Sétimo Dia Remanescente, Assembleia do Nome de Jesus, Assembleia Pentecostal de Jesus Cristo, Igreja Apostólica da Fé em Cristo Jesus, Ministério de Arrependimento e Santidade, Igreja Pentecostal do Nome de Jesus e Assembleia Apostólica da Fé em Cristo Jesus.